# Sylvio Ouassiero
Jean Sylvio Ouassiero (* 7. Mai 1994 in Saint-Benoît, Réunion) ist ein ehemaliger französisch-madagassischer Fußballspieler.

## Karriere

### Verein
Ouassiero begann bei JS Saint-Pierre auf der Insel Réunion mit dem Fußballspielen. 2009 kam er nach Frankreich und spielte in den Jugendmannschaften von AJ Auxerre. 2011 rückte er auch in den Seniorenbereich auf. Dort spielte er drei Jahre in der zweiten Mannschaft von Auxerre. 2014 wechselte er Standard Lüttich, wo er auch nur im Reserveteam zum Einsatz kam. Zwischenzeitlich wurde er für eine Saison an den belgischen Zweitligisten ASV Geel ausgeliehen. Im Jahr 2017 verließ er Lüttich und spielte zwei Jahre bei unterklassigen französischen Klubs. Zur Spielzeit 2019/20 wechselte er zu CS Fola Esch nach Luxemburg. Dort konnte der Abwehrspieler 2021 mit der Mannschaft die luxemburgische Meisterschaft feiern. Am 1. Juli 2022 wechselte Ouassiero dann weiter zum Ligarivalen F91 Düdelingen. Dort absolvierte er in zwei Spielzeiten 47 Ligaspiele und erzielte dabei drei Treffer. Im Sommer 2024 wurde sein Vertrag jedoch nicht mehr verlängert und Ouassiero wechselte zum französischen Amateurverein ES Villerupt-Thil. Dort beendete er sechs Monate später seine aktive Karriere.

### Nationalmannschaft
Von 2011 bis 2013 durchlief Ouassiero die französischen Juniorennationalmannschaften von der U17- bis zur U20-Nationalmannschaft. Ouassiero, dessen Urgroßeltern aus Madagaskar stammen, bestritt am 12. Oktober 2020 bei der 1:2-Niederlage im Freundschaftsspiel gegen Burkina Faso sein erstes Länderspiel für die madagassische A-Nationalmannschaft. Bis zum März 2023 absolvierte der Abwehrspieler weitere vier Partien, anschließend wurde er nicht mehr nominiert.

## Erfolge
- Luxemburgischer Meister: 2021